# Sinophorus albipalpus
Sinophorus albipalpus är en stekelart som beskrevs av Sanborne 1984. Sinophorus albipalpus ingår i släktet Sinophorus och familjen brokparasitsteklar. Inga underarter finns listade i Catalogue of Life.